# Mont de La Saxe
Pour les articles homonymes, voir Saxe.
Le mont de La Saxe est un sommet des Alpes pennines, situé dans la haute Vallée d'Aoste dans la commune de Courmayeur.

## Situation
Le mont de La Saxe se situe près du chef-lieu de Courmayeur, entre la vallée centrale de la Doire Baltée et le val Ferret, en surplomb sur le hameau du même nom. En rive gauche de la Doire Baltée, le mont Chétif fait face au mont de la Saxe.

## Éboulement de La Saxe
L'éboulement du mont de La Saxe, surplombant le hameau du même nom et visible depuis les hameaux d’Entrèves et de La Palud, est considéré comme l'un des plus intéressants d'Italie (8 400 000 m3).

## Randonnée
Le Tour du Mont-Blanc fait l'ascension  de l'adret du mont de la Saxe depuis Courmayeur jusqu'au refuge Bertone puis emprunte son ubac à flanc de montagne au-dessus du val Ferret par les chalets de Leuchey. Au niveau du refuge, une variante finit de gravir la montagne et parcours sa crête jusqu'à la tête Bernarda. 

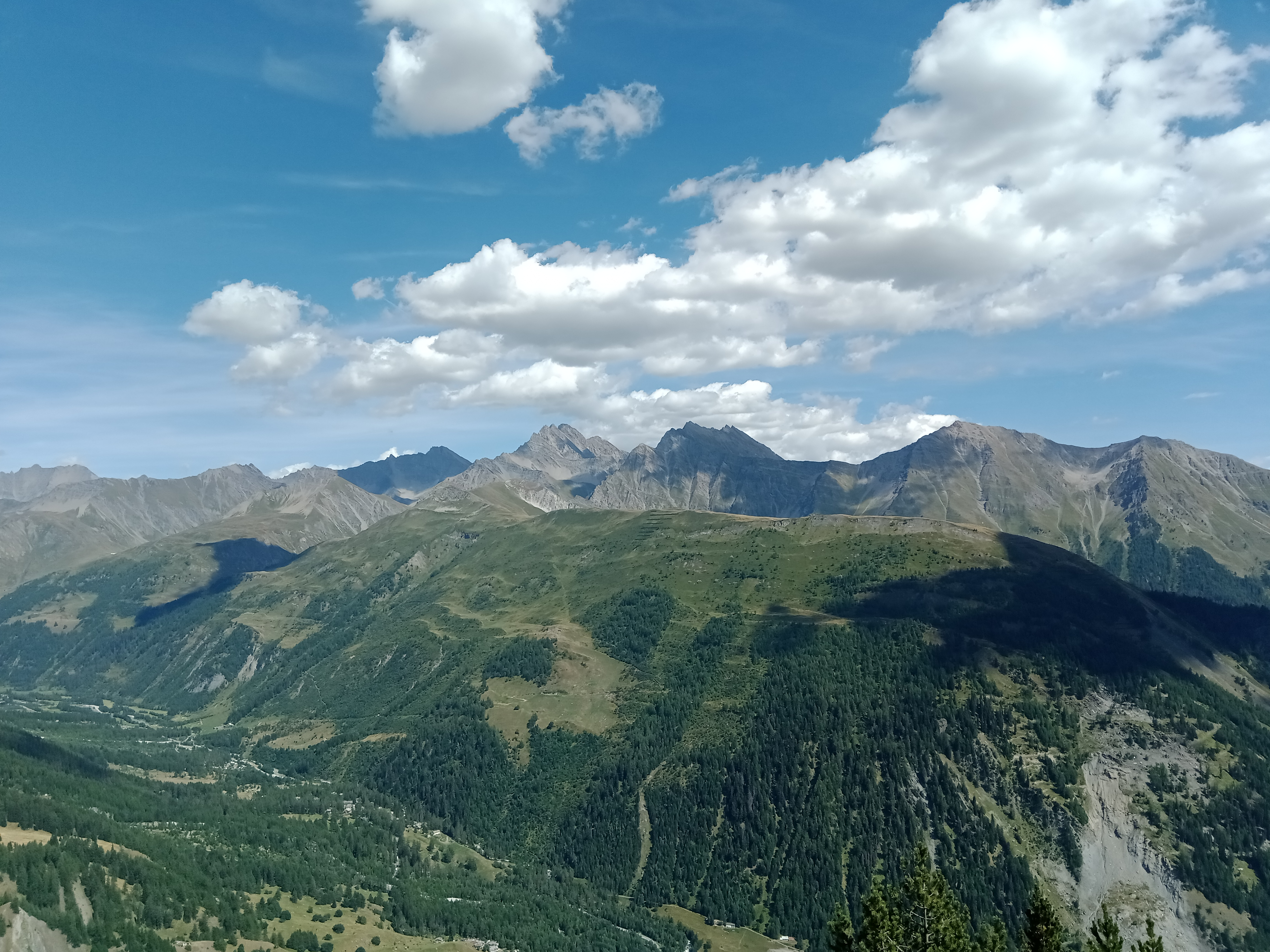
Le mont de la Saxe depuis le mont Fréty à l'ouest ; en arrière-plan la Grande Rochère, l'aiguille de Chambave et la tête de Licony.